# Zhao Chuan
Zhao Chuan (chiń. 赵川, ur. 20 września 2001) – chiński skoczek narciarski. Medalista chińskich igrzysk zimowych.
W styczniu 2020 w Rastbüchl zadebiutował w FIS Cupie, plasując się na przełomie siódmej i ósmej dziesiątki. Pierwsze punkty tego cyklu zdobył w lipcu 2021 w Otepää, gdzie był 29. W tym samym miesiącu w Kuopio, w ramach letniej edycji zmagań, zadebiutował w Pucharze Kontynentalnym, zajmując dwukrotnie lokaty pod koniec piątej dziesiątki.
Jest medalistą chińskich igrzysk zimowych – w styczniu 2020 w Chińskich Igrzyskach Zimowych 2020 z drużyną regionu Henan zdobył srebrny medal zimowej części tej imprezy w konkursie drużynowym na skoczni normalnej.
Pochodzi z prowincji Henan.

## Letni Puchar Kontynentalny

### Miejsca w poszczególnych konkursach Letniego Pucharu Kontynentalnego
stan po zakończeniu LPK 2022
| 2021                                                                          |              |                              |                              |             |             |                     |                     |            |            |                   |                   |        |        |        |        |        |        |        |        |
| Kuopio HS127                                                                  | Kuopio HS127 | Frenštát pod Radhoštěm HS106 | Frenštát pod Radhoštěm HS106 | Râșnov HS97 | Râșnov HS97 | Bischofshofen HS142 | Bischofshofen HS142 | Oslo HS106 | Oslo HS106 | Klingenthal HS140 | Klingenthal HS140 | punkty | punkty | punkty | punkty | punkty | punkty | punkty | punkty |
| 47                                                                            | 49           | -                            | -                            | -           | -           | 66                  | 67                  | -          | -          | -                 | -                 | 0      | 0      | 0      | 0      | 0      | 0      | 0      | 0      |
| Legenda                                                                       |              |                              |                              |             |             |                     |                     |            |            |                   |                   |        |        |        |        |        |        |        |        |
| 1 2 3 4-10 11-30 poniżej 30 dq – dyskwalifikacja - – zawodnik nie wystartował |              |                              |                              |             |             |                     |                     |            |            |                   |                   |        |        |        |        |        |        |        |        |